# Bolckow (Missouri)
Pour les articles homonymes, voir Bolckow.
Bolckow est une ville du comté d'Andrew, dans le Missouri, aux États-Unis,. Située au nord du comté, elle est incorporée en 1982.

## Démographie
Lors du recensement de 2010, le village comptait une population de 187 habitants. Elle est estimée, en 2016, à 189 habitants.

## Source de la traduction
- (en) Cet article est partiellement ou en totalité issu de l’article de Wikipédia en anglais intitulé « Bolckow, Missouri » (voir la liste des auteurs).